# Allium stoloniferum
Allium stoloniferum är en amaryllisväxtart som beskrevs av Francis Marion Ownbey och T.D.Jacobson. Allium stoloniferum ingår i släktet lökar, och familjen amaryllisväxter. Inga underarter finns listade i Catalogue of Life.